# Wim Hesterman
Willem (Wim) Hesterman (Amsterdam, 26 november 1897 – Amstelveen, 2 december 1971) is een voormalig amateurbokser uit Nederland, die in 1920 namens zijn vaderland deelnam aan de Olympische Spelen van Antwerpen. Daar verloor hij in de tweede ronde van het vedergewicht (tot 57,15 kilogram) van een Belg.
Hestermans vier jaar oudere broer Jan deed eveneens mee aan dat olympisch toernooi, en werd eveneens uitgeschakeld in de tweede ronde, maar dan in het middengewicht (tot 72,57 kilogram). Hun beider jongere zus Catharina deed in 1928 als schoonspringster mee aan de Olympische Spelen van Amsterdam.